# Proceso de destitución de Fernando Collor

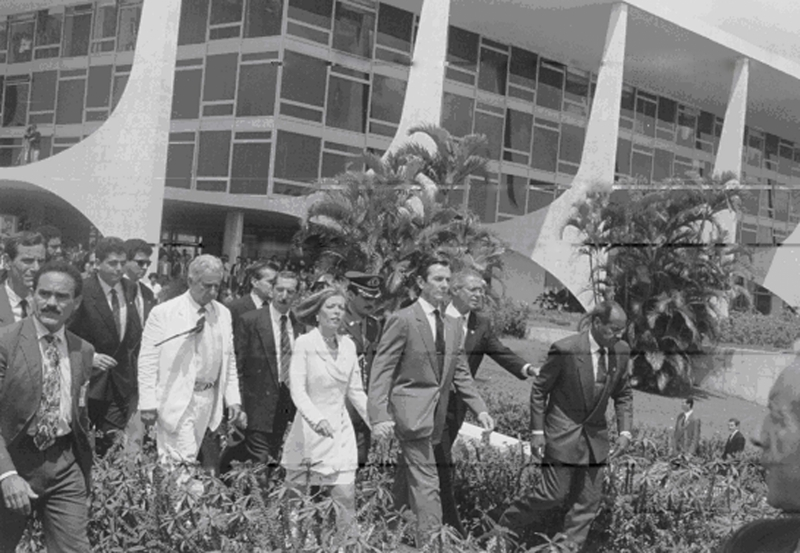
Proceso de destitución de Fernando Collor

El proceso de destitución de Fernando Collor se desarrolló alrededor del proceso de juicio político contra el entonces presidente brasileño Fernando Collor de Mello. El empresario Paulo César Farias fue tesorero de la campaña de Fernando Collor de Mello e Itamar Franco en las elecciones presidenciales brasileñas de 1989. Fue la personalidad clave que causó el segundo proceso de impeachment de América Latina, en 1992. El proceso, antes de ser aprobado, hizo que el presidente renunciara al cargo el 29 de diciembre de 1992, pasando a su vice Itamar Franco. Aun así, los parlamentarios reunidos en plenario para la votación del impeachment, decidieron que el presidente no podría evitar el proceso de casación, por la presentación tardía de la carta de renuncia.'  Collor quedó inelegible durante 8 años. Acusado por Pedro Collor de Mello, hermano del Presidente, según tapa de la revista Veja, en 1992, Paulo César Farías sería el prueba de hierro en diversos esquemas de corrupción divulgados de 1992 en delante.

## Histórico

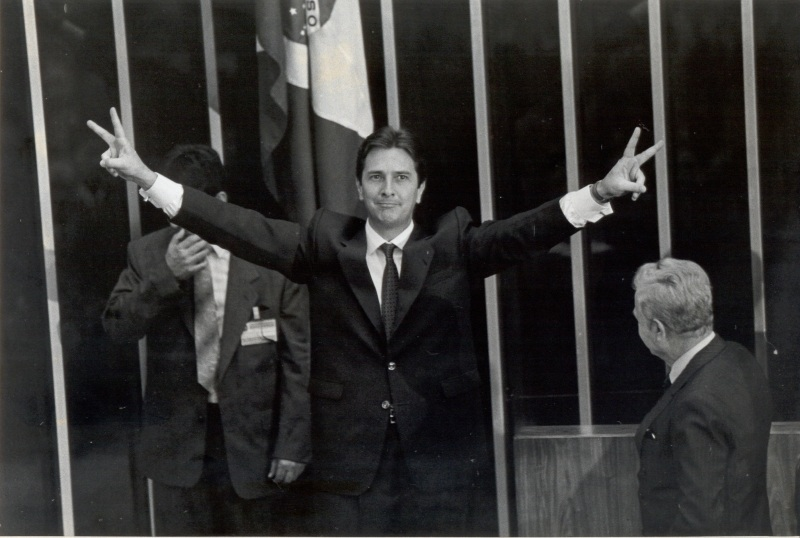
El presidente Fernando Collor en el Congreso Nacional

En 1989, tras 29 años de la elección directa que llevó a Jânio Quadros a la Presidencia de la República, el carioca Fernando Collor de Mello (PRN-AL) fue elegido por pequeño margen de votos (42,75% a 37,86%) sobre Luiz Inácio Lula da Silva (PT-SP), en campaña que opuso dos plantillas de actuación estatal: uno pautado en la reducción del papel del Estado (Collor) y otro de fuerte presencia del Estado en la economía (Lula).
La campaña fue marcada por el tono emocional adoptado por los candidatos y por las críticas al Gobierno de José Sarney. Collor se autodenominó "cazador de marajás", que combatiría la inflación y la corrupción, y "defensor de los descamisados". Lula, por su parte, se presentaba a la población como entendedor de los problemas de los trabajadores, principalmente por su historia en el movimiento sindical.
En reportaje publicado por la revista Veja, en su edición del 13 de mayo de 1992, Pedro Collor de Mello acusaba el tesorero de la campaña presidencial de su hermano, el empresario P. C. Farías, de articular un esquema de corrupción de tráfico de influencia, loteamento de cargos públicos y cobro de coimas dentro del Gobierno.
El llamado "esquema PC" tendría, como beneficiarios, integrantes del alto escalón del Gobierno y el propio Presidente. El mes siguiente, el Congreso Nacional instaló una Comisión Parlamentaria de Investigación para investigar el caso. Durante el proceso investigativo, personajes como Ana Acioli, secretaria de Collor, y Francisco Eriberto, su exconductor, dieron testimonio a la comisión, confirmando las acusaciones y dando detalles del esquema.
Aprobado por 16 votos a 5, el informe final de la comisión constató, también, que las cuentas de Collor y P.C no habían sido incluidas en el confisco de 1990. Fue pedido, entonces, el impeachment del Presidente.
En agosto, durante los trabajos de la comisión, la población brasileña comenzó a salir a las calles para pedir el impeachment. Con cada vez más adeptos, las protestas tuvieron como protagonista la juventud, que pintó en el rostro la frase "Fuera Collor" (con una "l" verde y el otro amarillo) y el "Juicio Político Ya": era el movimiento de los "caras-pintadas".

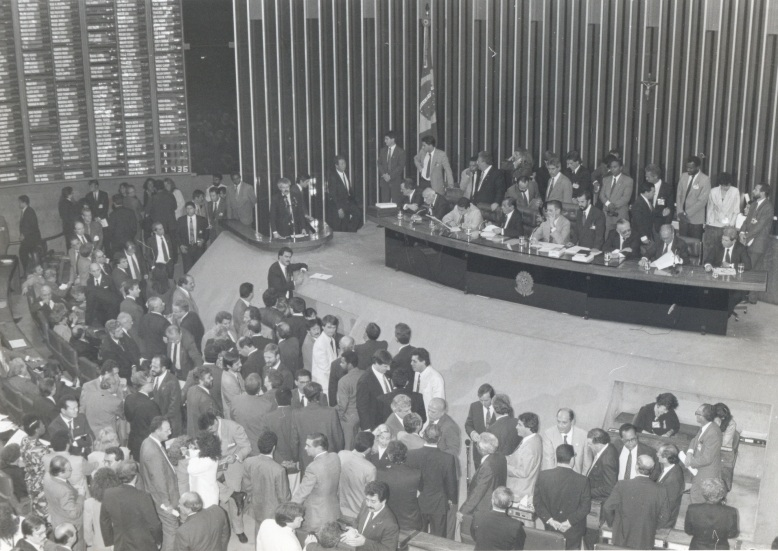
El presidente de la Cámara de los Diputados Ibsen Abeto, da inicio a la votación del pedido de impeachment.

## Línea del tiempo
- 13 de mayo de 1992 - El hermano de Fernando Collor, Pedro Collor, acusa PC Farías de ser el prestanombres del presidente.
- 1º de junio de 1992 - El Congreso Nacional instala una Comisión Parlamentaria de Interrogatorio para filtrar los negocios de PC Farías en el gobierno Collor.
- 4 de junio de 1992 - El hermano de Collor, Pedro, depone a la comisión y acusa PC Harías de montar una red de tráfico de influencia en el gobierno, con la conivência del presidente.
- Julio de 1992 - El conductor de Collor, Eriberto Francia, va al Congreso y confirma los depósitos de PC Harías para la secretaria del presidente, Ana Acioli. El mismo mes, él declara a la revista IstoÉ que PC FFarías pagaba las cuentas de la Casa de la Dinda.
- 3 de agosto de 1992 - El exsecretario de prensa de la presidencia, Pedro Luís Rodrigues, avisa que no pretende despedirse de Collor al dejar el gobierno. La ejecutiva nacional del Partido de los Trabajadores decide promover una serie de actos en el país por la aprobación del impeachment.
- 4 de agosto de 1992 - El exministro de educación José Goldemberg declara que fue "engañado y burlado" por Collor.
- 5 de agosto de 1992 - El gobierno decide que el plazo ideal para enfrentar la oposición en la votación del proceso de destitución será tras las elecciones de 3 de octubre.
- 15 de agosto de 1992 - Collor anuncia en cadena nacional de radio y televisión la devolución de la última cuota de cruzados nuevos bloqueados y del préstamo compulsorio cobrado en el gobierno Sarney.
- 16 de agosto de 1992 - El negro domina en la guerra de los colores propuesta por el presidente. La Orden de Abogados de Brasil decide que la entidad pedirá el impeachment de Collor cuando el informe de la comisión quedar pronto.
- 21 de agosto de 1992 - La comisión confirma que la reforma en la Casa de la Dinda fue pagada por la Brasil Jet. Cerca de 40 000 estudiantes cariocas, convocados por la Unión Nacional de los Estudiantes, pidieron el impeachment de Collor. El periódico norteamericano The New York Times comenta en editorial la situación política de Brasil bajo el título "Lágrimas por el Brasil".
- 22 de agosto de 1992 - Llamadas anónimas afirman que hay bombas en el auditorio Petrônio Portella, de Senado, donde será presentado el informe de la comisión. El senador Amir Lando (PMDB-Rondônia) encuentra un virus en la Pc en el cual redactaba el informe de la comisión.
- 24 de agosto de 1992 - La comisión concluye que Collor deshonró la presidencia y tiene conexiones con el Esquema PC.

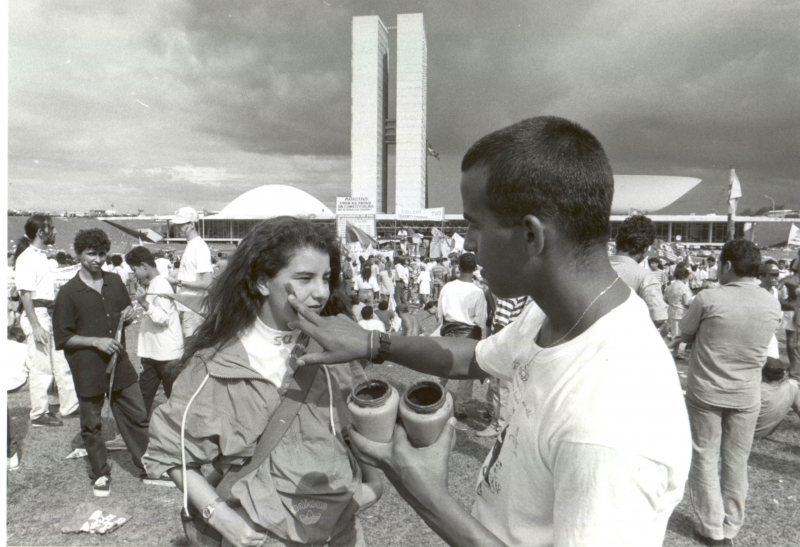
Caras-pintadas durante manifestación en el Palacio del Planalto

- 25 de agosto de 1992 - Multitudes van a las calles de las capitales del país para exigir la renuncia de Collor. Los ministros divulgan nota afirmando que van a permanecer para garantizar la gobernabilidad. El ministro de justicia Célio Borja enfatiza que no es una manifestación de solidaridad al presidente. Collor habla sobre la crisis para una emisora de televisión argentina. Garantiza que su mandato no corre riesgo y analiza las manifestaciones callejeras como hechos provocados por la campaña electoral.
- 26 de agosto de 1992 - Tras 85 días de trabajo de la comisión, el senador Amir Lando concluye su informe, que incrimina a Collor. El texto es aprobado en la comisión por 16 a favor y 5 contra.
- Septiembre de 1992 - La primera dama Rosane Collor es acusada por irregularidades en la LBA. El procurador general de la República, Aristides Junqueira, apunta implicación en crímenes.
- 1 de septiembre de 1992 - En medio a una ola de manifestaciones por todo el país, los presidentes de la Asociación Brasileña de Prensa, Barbosa Lima Sobrino, y de la Orden de Abogados de Brasil, Marcello Laveniére, presentan a la Cámara el pedido de impeachment de Collor.
- 29 de septiembre de 1992 - La Cámara de los Diputados vota a favor de la apertura del proceso de impeachment de Collor por 441 votos a favor y 33 contra.
- 1º de octubre de 1992 - El proceso de impeachment es instaurado en Senado.
- 2 de octubre de 1992 - Collor es alejado de la Presidencia hasta Senado concluir el proceso de destitución. El vicepresidente Itamar Franco asume provisoriamente el gobierno y comienza a escoger su equipo ministerial.
- 29 de diciembre de 1992 - Comienza el juicio de Collor en Senado. El presidente renuncia por medio de una carta leída por el abogado Moura Roca en Senado, para evitar el impeachment.
- 30 de diciembre de 1992 - Por 76 votos a favor y 3 en contra, Fernando Collor es condenado a la pérdida del mandato y a la inelegibilidad por ocho años.

## Proceso en la justicia
Fernando Collor ingresó en el Superior Tribunal de Justicia visando rever sus derechos políticos, preservados, conforme dijo, por el hecho de que su renuncia ocurrió antes de abierta la sesión que decidió por la condena, pero, en diciembre de 1993, ese tribunal lo mantuvo inelegible e inepto al ejercicio de cargos y funciones públicas por entender que la renuncia presentada a la undécima hora no ha pasado de un "ardid jurídico". Sin embargo, en juicio realizado un año después, el Supremo Tribunal Federal archuivó el proceso contra Collor y PC Farías, acusados del crimen de corrupción pasiva (resultado de 5 a 3). Sin embargo, Collor se mantuvo inelegible, teniendo su pedido para concursar en las elecciones de 1998 rechazado por el STF.
En la acción penal 307, en 1994, Collor fue juzgado con ocho personas más (entre los cuales PC Farías, su entonces tesorero) por los crímenes de corrupción pasiva, corrupción activa, supressão de documentos y falsedad ideológica.
Collor respondió por el crimen de corrupción pasiva (cuando el operador público recibe un ventaja indebida) por haber supuestamente beneficiado del cargo de presidente de la república.  En la acusación, la PGR afirmaba que el expresidente utilizó cuentas fantasmas para recibir directamente de empresas conectadas a PC Farías, US$ 4 724 593,99. Collor argumentó que el dinero era fruto de restos de gastos de campaña. Después dijo que los recursos fueron obtenidos junto a un préstamo en Uruguay.
El Supremo Tribunal Federal absolvió Collor de las acusaciones de corrupción basándose en una tecnicalidad, citando falta de pruebas que lo conectaran al esquema de PC Farías. Una evidencia considerada como crucial fue desconsiderada por el tribunal después de haber sido clasificada como obtenida ilegalmente, durante una búsqueda y apreensão policial sin mandado o pedido judicial de interceptación telefónica): una grabación de conversación telefónica y disquetes de ordenador personales de PC. Otras evidencias recolectadas a partir de las informaciones extraídas de los archivos almacenados en el ordenador de PC también fueron anuladas, después del equipo jurídico de Collor invocar, con éxito, la doctrina de los frutos del árbol envenenado.

## Libro de Collor sobre el proceso de destitución
En 2007, Collor lanza el libro "Rescate de la Historia— La verdad sobre el proceso del impeachment" , juntando cuestionamientos de la legalidad de los criterios políticos y de la judicialización sobre el proceso y apuntando que el mecanismo jurídico ha sido construido con imperfecciones y (o) arrogos tanto de políticos como de anónimos en búsqueda de notoriedad: "Pedidos de impeachment contra los presidentes de la República se transformaron en una actividad rutinaria en nuestro presidencialismo. Todos los jefes de Gobierno bajo la Constitución de 1946, a la excepción del mariscal Dutra y del presidente Jânio Quadros, y todos los demás, tras el fin del régimen militar (Sarney, Itamar Franco, FHC, Lula y Dilma), fueron objeto de ese procedimiento, algunos suscritos por parlamentarios, otros por anónimos en búsqueda de notoriedad".